# 2020년 하계 올림픽 영국 선수단
영국은 2021년 7월 23일부터 8월 8일까지 일본 도쿄에서 열린 제32회 하계 올림픽에 참가했다.
영국과 북아일랜드 전체를 대표하는 영국 올림픽 협회(BOA) 팀이 2020년 도쿄 하계 올림픽에 출전했다. 원래 2020년 7월 24일부터 8월 9일까지 열릴 예정이었던 올림픽은 코로나19 범유행으로 인해 2021년 7월 23일부터 8월 8일로 연기되었다.
영국 선수들은 호주, 프랑스, 그리스, 스위스와 함께 현대의 모든 하계 올림픽에 출전했지만, 이 모든 대회에서 최소한 하나의 금메달을 획득한 유일한 팀은 영국이다. 이 연속 기록은 도쿄에서 아담 피티가 올림픽 셋째 날 오전 100m 평영 타이틀을 성공적으로 방어하면서 유지되었다.
영국 경기의 첫 번째 메달은 무술가들에 의해 획득되었으며 태권도 선수 브래들리 신덴은 태권도 −68kg 종목 결승전에 진출하여 GB 팀에게 최소 은메달을 보장했다. 그러나 결승전이 열리기 전, 유도 선수인 첼시 자일스가 패자부활전을 통해 52kg급에서 동메달을 획득했다.

## 출전 선수
| 종목           | 남자 | 여자 | 전체 |
| -------------- | ---- | ---- | ---- |
| 양궁           | 3    | 3    | 6    |
| 아티스틱스위밍 | 빈칸 | 2    | 2    |
| 육상           | 37   | 40   | 77   |
| 배드민턴       | 4    | 3    | 7    |
| 복싱           | 7    | 4    | 11   |
| 카누           | 3    | 5    | 8    |
| 사이클         | 15   | 11   | 26   |
| 다이빙         | 6    | 6    | 12   |
| 승마           | 5    | 4    | 9    |
| 펜싱           | 1    | 0    | 1    |
| 하키           | 16   | 16   | 32   |
| 축구           | 0    | 18   | 18   |
| 골프           | 2    | 2    | 4    |
| 체조           | 4    | 6    | 10   |
| 유도           | 1    | 5    | 6    |
| 근대5종        | 2    | 2    | 4    |
| 조정           | 19   | 22   | 41   |
| 럭비           | 12   | 12   | 24   |
| 요트           | 8    | 7    | 15   |
| 사격           | 2    | 3    | 5    |
| 스케이트보드   | 0    | 2    | 2    |
| 스포츠클라이밍 | 0    | 1    | 1    |
| 수영           | 18   | 14   | 32   |
| 탁구           | 2    | 1    | 3    |
| 태권도         | 2    | 3    | 5    |
| 테니스         | 5    | 1    | 6    |
| 트라이애슬론   | 2    | 3    | 5    |
| 역도           | 0    | 4    | 4    |
| 전체           | 176  | 200  | 376  |

## 메달 집계

### 종목별 참가 선수 및 메달 수
| 종목 정보      | 참가 선수 | 1 | 2 | 3 | 메달 합계 |
| -------------- | --------- | - | - | - | --------- |
| 골프           |           |   |   |   |           |
| 공수도         |           |   |   |   |           |
| 근대5종        |           |   |   |   |           |
| 농구           |           |   |   |   |           |
| 다이빙         |           |   |   |   |           |
| 럭비           |           |   |   |   |           |
| 배구           |           |   |   |   |           |
| 배드민턴       |           |   |   |   |           |
| 복싱           |           |   |   |   |           |
| 사격           |           |   |   |   |           |
| 사이클         |           |   |   |   |           |
| 스포츠클라이밍 |           |   |   |   |           |
| 수영           |           |   |   |   |           |
| 승마           |           |   |   |   |           |
| 야구           |           |   |   |   |           |
| 양궁           |           |   |   |   |           |
| 역도           |           |   |   |   |           |
| 요트           |           |   |   |   |           |
| 유도           |           |   |   |   |           |
| 육상           |           |   |   |   |           |
| 조정           |           |   |   |   |           |
| 체조           |           |   |   |   |           |
| 축구           |           |   |   |   |           |
| 카누           |           |   |   |   |           |
| 탁구           |           |   |   |   |           |
| 태권도         |           |   |   |   |           |
| 테니스         |           |   |   |   |           |
| 펜싱           |           |   |   |   |           |
| 핸드볼         |           |   |   |   |           |
|                |           |   |   |   |           |
| 합계           | 376       |   |   |   |           |

### 메달리스트
| 메달 | 이름 | 종목         | 세부 종목                    | 날짜     |
| ---- | --- | ------------ | ---------------------------- | -------- |
|      | 톰 피드콕 | 사이클       | 남자 크로스컨트리            | 7월 26일 |
|      | 톰 데일리 매티 리 | 다이빙       | 남자 10m 플랫폼 싱크로나이즈 | 7월 26일 |
|      | 애덤 피티 | 수영         | 남자 100m 평영               | 7월 26일 |
|      | 톰 딘 | 수영         | 남자 200m 자유형             | 7월 27일 |
|      | 톰 딘 제임스 가이 칼럼 자비스 맷 리처드 던컨 스콧 | 수영         | 남자 4×200m 계영             | 7월 28일 |
|      | 베서니 슈리버 | 사이클       | 여자 BMX 레이싱              | 7월 30일 |
|      | 제시카 러몬스 조나단 브라운리 조지아 타일러 브라운 알렉스 이 | 트라이애슬론 | 혼성 계주                    | 7월 31일 |
|      | 프레야 앤더슨 [b] 캐슬린 도슨 제임스 가이 애덤 피티 안나 홉킨 | 수영         | 혼성 4×200m 혼계영           | 7월 31일 |
|      | 샬럿 워싱턴 | 사이클       | 여자 BMX 프리스타일          | 8월 1일  |
|      | 맥스 휘틀록 | 체조         | 체조 남자 안마               | 8월 1일  |
|      | 로레 콜렛 톰 맥윈 올리버 타운엔드 | 승마         | 단체 종합마술                | 8월 2일  |
|      | 자일스 스콧 | 요트         | 요트 핀급                    | 8월 3일  |
|      | 한나 밀스 에일리드 매킨타이 | 요트         | 여자 470급                   | 8월 4일  |
|      | 벤 마허 | 승마         | 개인 장애물                  | 8월 4일  |
|      | 맷 월스 | 사이클       | 남자 옴니엄                  | 8월 5일  |
|      | 케이티 아치볼드 로라 케니 | 사이클       | 여자 매디슨                  | 8월 6일  |
|      | 케이트 프렌치 | 근대 5종     | 여자 개인                    | 8월 6일  |
|      | 갈랄 야파이 | 복싱         | 남자 플라이급                | 8월 7일  |
|      | 조 충 | 근대 5종     | 남자 개인                    | 8월 7일  |
|      | 제이슨 케니 | 사이클       | 남자 경륜                    | 8월 8일  |
|      | 로렌 프라이스 | 복싱         | 여자 미들급                  | 8월 8일  |
|      | 브래들리 신든 | 태권도       | 남자 68kg급                  | 7월 25일 |
|      | 로렌 윌리엄스 | 태권도       | 여자 67kg급                  | 7월 26일 |
|      | 알렉스 이 | 트라이애슬론 | 남자 개인                    | 7월 26일 |
|      | 던컨 스콧 | 수영         | 남자 200m 자유형             | 7월 27일 |
|      | 조지아 타일러 브라운 | 트라이애슬론 | 여자 개인                    | 7월 27일 |
|      | 톰 바라스 잭 버몬트 앵거스 그룸 해리 리스크 | 조정         | 남자 쿼드러플스컬            | 7월 28일 |
|      | 말로리 프랭클린 | 카누         | 여자 C-1 슬라럼              | 7월 29일 |
|      | 던컨 스콧 | 수영         | 남자 200m 자유형             | 7월 30일 |
|      | 계 화이트 | 사이클       | 남자 BMX 레이싱              | 7월 30일 |
|      | 루크 그린뱅크 제임스 가이 던컨 스콧 아담 피티 제임스 윌비[b] | 수영         | 남자 4 × 100m 계영           | 8월 1일  |
|      | 톰 맥윈 | 승마         | 단체 종합마술                | 8월 2일  |
|      | 에밀리 캠벨 | 역도         | 여자 +87kg                   | 8월 2일  |
|      | 존 김슨 안나 버넷 | 요트         | 혼성 나크라17급              | 8월 3일  |
|      | 케이티 아치볼드 엘리너 바커 니아 에반스 로라 케니 조시 나이트 | 사이클       | 여자 단체추발                | 8월 3일  |
|      | 잭 칼린 제이슨 케니 라이언 오웬스 | 사이클       | 남자 단체 스프린트           | 8월 3일  |
|      | 팻 매코맥 | 복싱         | 남자 웰터급                  | 8월 3일  |
|      | 킬리 호지킨슨 | 육상         | 여자 800m                    | 8월 3일  |
|      | 벤자민 휘태커 | 복싱         | 남자 라이트급                | 8월 4일  |
|      | 로라 뮤어 | 육상         | 여자 1500m                   | 8월 6일  |
|      | 시진두 우자 자넬 휴스 리차드 킬티 니타닐 미첼 블레이크 | 육상         | 남자 4 x 100m 계주           | 8월 6일  |
|      | 에단 헤이터 매튜 월스 | 사이클       | 남자 매디슨                  | 8월 7일  |
|      | 첼시 자일스 | 유도         | 여자 52kg                    | 7월 25일 |
|      | 비안카 워크던 | 태권도       | 여자 +67kg급                 | 7월 27일 |
|      | 제니퍼 가디로바 제시카 가디로바 앨리스 킨셀라 아멜리 모건 | 체조         | 여자 단체 종합               | 7월 27일 |
|      | 샬롯 듀저딘 샬롯 프라이 칼 헤스터 | 승마         | 단체 마장마술                | 7월 27일 |
|      | 샬롯 듀저딘 | 승마         | 개인 마장마술                | 7월 28일 |
|      | 매튜 카워드 홀리 | 사격         | 남자 트랩                    | 7월 29일 |
|      | - 조쉬 뷰가스키 - 제이콥 도슨 - 찰스 엘위스 - 토마스 포드 - 토마스 조지 - 제임스 루드킨 - 모하메드 스비히 - 올리버 윈 그리피스 - 헨리 필드만 (콕스웨인) | 조정         | 남자 에이트                  | 7월 30일 |
|      | 루크 그린뱅크 | 수영         | 남자 200m 배영               | 7월 30일 |
|      | 브리오니 페이지 | 체조         | 여자 트램펄린                | 7월 30일 |
|      | 엠마 윌슨 | 요트         | 여자 RS:X급                  | 7월 31일 |
|      | 캐리스 아팅스톨 | 복싱         | 여자 페더급                  | 7월 31일 |
|      | 디클린 브룩스 | 사이클       | 남자 BMX 프리스타일          | 8월 1일  |
|      | 잭 로퍼 | 다이빙       | 남자 3m 스프링보드           | 8월 3일  |
|      | 스카이 브라운 | 스케이트보드 | 여자 파크                    | 8월 4일  |
|      | 프레이저 클라크 | 복싱         | 남자 슈퍼헤비급              | 8월 4일  |
|      | 리암 히스 | 카누         | 남자 k-1 200m                | 8월 5일  |
|      | 홀리 브래드쇼 | 육상         | 여자 장대높이뛰기            | 8월 5일  |
|      | Great Britain women's national field hockey team - 매디 힌치 - 안나 토만 - 레아 윌킨슨 - 지젤 앤슬리 - 홀리 펀 웹 - 그레이스 발스돈 - 로라 언즈워스 - 세라 존스 - 수재나 타운센드 - 피오나 크래클스 - 쇼나 맥칼린 - 한나 마틴 - 사라 로버트슨 - 엘리 레이어 - 이자벨 페테르 - 릴리 오우슬리 | 필드 하키    | 여자 토너먼트                | 8월 6일  |
|      | 잭 칼린 | 사이클       | 남자 스프린트                | 8월 6일  |
|      | 아샤 필립 이마니 랜시퀏 디나 애셔 스미스 대릴 네이타 | 육상         | 여자 4 x 100m 계주           | 8월 6일  |
|      | 톰 데일리 | 다이빙       | 남자 10m 플랫폼              | 8월 7일  |
|      | 조쉬 커 | 육상         | 남자 1500m                   | 8월 7일  |

| 날짜별 메달개수 | 날짜별 메달개수 | 날짜별 메달개수 | 날짜별 메달개수 | 날짜별 메달개수 | 날짜별 메달개수 |
| --------------- | --------------- | --------------- | --------------- | --------------- | --------------- |
| 날짜            | 1               | 2               | 3               | 총합            |                 |
| 7월 24일        |                 |                 |                 | '               |                 |
| 7월 25일        |                 |                 |                 | '               |                 |
| 7월 26일        |                 |                 |                 | '               |                 |
| 7월 27일        |                 |                 |                 | '               |                 |
| 7월 28일        |                 |                 |                 | '               |                 |
| 7월 29일        |                 |                 |                 | '               |                 |
| 7월 30일        |                 |                 |                 | '               |                 |
| 7월 31일        |                 |                 |                 | '               |                 |
| 8월 1일         |                 |                 |                 | '               |                 |
| 8월 2일         |                 |                 |                 | '               |                 |
| 8월 3일         |                 |                 |                 | '               |                 |
| 8월 4일         |                 |                 |                 | '               |                 |
| 8월 5일         |                 |                 |                 | '               |                 |
| 8월 6일         |                 |                 |                 | '               |                 |
| 8월 7일         |                 |                 |                 | '               |                 |
| Total           |                 |                 |                 |                 |                 |

## 종목별 성적

### 골프
| 선수               | 세부 종목 | 1라운드 | 2라운드 | 3라운드 | 4라운드 | 합계   | 합계 | 합계 |
| 선수               | 세부 종목 | 스코어  | 스코어  | 스코어  | 스코어  | 스코어 | 파   | 순위 |
| 폴 케이시          | 남자      | 67      | 68      | 66      | 68      | 269    | -15  | =4   |
| 토미 플릿우드      | 남자      | 70      | 69      | 64      | 70      | 273    | -11  | =16  |
| 조디 이워트 샤도프 | 여자      | 74      | 68      | 70      | 72      | 284    | 0    | =40  |
| 멜 레이드          | 여자      | 73      | 75      | 76      | 68      | 292    | +8   | 55   |

### 근대 5종
| 선수          | 세부 종목 | 펜싱 (에페) | 펜싱 (에페) | 펜싱 (에페) | 펜싱 (에페) | 수영 (200m 자유형) | 수영 (200m 자유형) | 수영 (200m 자유형) | 승마   | 승마 | 승마 | 복합 (크로스컨트리+사격) | 복합 (크로스컨트리+사격) | 복합 (크로스컨트리+사격) | 최종 합계 | 최종 순위 |
| 선수          | 세부 종목 | 승패        | 보너스      | 순위        | 점수        | 기록               | 순위               | 점수               | 패널티 | 순위 | 점수 | 기록                     | 순위                     | 점수                     | 최종 합계 | 최종 순위 |
| 조 충         | 남자 개인 | 25–10       | 2           | 1           | 252         | 1:54.87            | 3                  | 321                | 14     | 14   | 286  | 11:17.53                 | 15                       | 623                      | 1482 OR   | 1         |
| 제이미 쿠키   | 남자 개인 | 18–17       | 0           | 16          | 208         | 1:53.80            | 2                  | 323                | 7      | 8    | 293  | 11:12.30                 | 14                       | 628                      | 1452      | 9         |
| 케이트 프렌치 | 여자 개인 | 20–15       | 1           | 7           | 221         | 2:10.18            | 8                  | 290                | 6      | 4    | 294  | 12:00.34                 | 5                        | 580                      | 1385 OR   | 1         |
| 조 뮤어       | 여자 개인 | 13–22       | 1           | 33          | 179         | 2:14.52            | 15                 | 281                | 7      | 7    | 293  | 12:15.13                 | 9                        | 565                      | 1318      | 14        |

### 다이빙
남자
| 선수                    | 세부 종목                  | 예선   | 예선 | 준결선    | 준결선    | 결선      | 결선      |
| 선수                    | 세부 종목                  | 점수   | 순위 | 점수      | 순위      | 점수      | 최종 순위 |
| 제임스 히틀리           | 3m 스프링보드              | 458.40 | 4 Q  | 454.85    | 4 Q       | 411.00    | 9         |
| 잭 로어                 | 3m 스프링보드              | 445.05 | 6 Q  | 514.75    | 3 Q       | 518.00    | 3         |
| 톰 데일리               | 10m 플랫폼                 | 453.70 | 4 Q  | 462.90    | 4 Q       | 548.25    | 3         |
| 노아 윌리엄스           | 10m 플랫폼                 | 309.55 | 27   | 진출 실패 | 진출 실패 | 진출 실패 | 진출 실패 |
| 다니엘 굿펠로우 잭 로어 | 3m 스프링보드 싱크로나이즈 | 빈칸   | 빈칸 | 빈칸      | 빈칸      | 382.80    | 7         |
| 톰 데일리 매티 리       | 10m 플랫폼 싱크로나이즈    | 빈칸   | 빈칸 | 빈칸      | 빈칸      | 471.81    | 1         |

여자
| 선수                           | 세부 종목                    | 예선   | 예선 | 준결선    | 준결선    | 결선      | 결선      |
| 선수                           | 세부 종목                    | 점수   | 순위 | 점수      | 순위      | 점수      | 최종 순위 |
| 스칼렛 미우 젠슨               | 3m 스프링보드                | 243.45 | 22   | 진출 실패 | 진출 실패 | 진출 실패 | 진출 실패 |
| 그레이스 레이드                | 3m 스프링보드                | 268.15 | 19   | 진출 실패 | 진출 실패 | 진출 실패 | 진출 실패 |
| 안드레아 스펜돌리니-시리에익스 | 10m 플랫폼                   | 307.70 | 10 Q | 314.00    | 8 Q       | 305.50    | 7         |
| 로이 툴슨                      | 10m 플랫폼                   | 314.00 | 7 Q  | 311.10    | 9 Q       | 289.6     | 9         |
| 그레이스 레이드 캐서린 토렌스  | 3m 스프링보드 싱크로나이즈   | 빈칸   | 빈칸 | 빈칸      | 빈칸      | 269.10    | 6         |
| 에덴 쳉 로이 툴슨              | 여자 10m 플랫폼 싱크로나이즈 | 빈칸   | 빈칸 | 빈칸      | 빈칸      | 289.26    | 7         |

### 배드민턴
대진표
| 선수                      | 종목      | 그룹/예선                                     | 그룹/예선                                         | 그룹/예선                                                 | 그룹/예선 | 16강                             | 8강                                           | 준결승        | 결승/3위 결정전 | 결승/3위 결정전 |
| 선수                      | 종목      | 상대선수 결과                                 | 상대선수 결과                                     | 상대선수 결과                                             | 순위      | 상대선수 결과                    | 상대선수 결과                                 | 상대선수 결과 | 상대선수 결과   | 순위            |
| 토비 펜티                 | 남자 단식 | 셰퍼 (GER) · 승 (21–18, 21–11)                | 왕차론 (THA) · 승 (21–19, 21–12)                  | 빈칸                                                      | 1 Q       | 안톤센 (DEN) · 패 (10–21, 15–21) | 진출 실패                                     | 진출 실패     | 진출 실패       | 진출 실패       |
| 커스티 길모어             | 여자 단식 | 샤흐자드 (PAK) · 승 (21–14, 21–14)            | 야마구치 (JPN) · 패 (9–21, 18–21)                 | 빈칸                                                      | 2         | 진출 실패                        | 진출 실패                                     | 진출 실패     | 진출 실패       | 진출 실패       |
| 벤 레인 숀 벤디           | 남자 단식 | 기디온 / · 수카물조 (INA) · 패 (15–21, 11–21) | 리양 / · 왕치린 (TPE) · 패 (17–21, 14–21)         | 란키레디 / · 셰티 (IND) · 패 (17–21, 19–21)               | 4         | 빈칸                             | 진출 실패                                     | 진출 실패     | 진출 실패       | 진출 실패       |
| 클로에 버치 로렌 스미스   | 여자 복식 | 유키 · / 사야카 (JPN) · 패 (13–21, 14–21)     | 폴리 / · 라하유 (INA) · 패 (11–21, 13–21)         | 초우메이쿠안 / · 리멍얀 (MAS) · 패 (19–21, 16–21)         | 4         | 빈칸                             | 진출 실패                                     | 진출 실패     | 진출 실패       | 진출 실패       |
| 마커스 엘리스 로렌 스미스 | 혼성 복식 | 지켈 / · 델뤼 (FRA) · 승 (21–18, 21–17)       | 헐버트 유 / · 조세핀 우 (CAN) · 승 (21–13, 21–19) | 푸아바라눅로 / · 타에라타나차이 (THA) · 승 (21–12, 21–19) | 1 Q       | 빈칸                             | 체잉수엣 / · 탕춘만 (HKG) · 패 (13–21, 18–21) | 진출 실패     | 진출 실패       | 진출 실패       |

### 참가하지 않은 종목들

#### 레슬링
영국은 2020년 하계 올림픽 레슬링 종목에 참가하지 않았다.

#### 배구
풀코트나 비치발리볼에서, 영국 팀 중에서는 참가 자격을 갖춘 팀이 없었다.

#### 서핑
영국의 서핑 선수들 중 어떠한 사람들도 올림픽 경기에 진출하지 못했다.

#### 야구
2019 유럽 야구 선수권대회에서 영국은 결승 진출에 닿았으나, 9위로 올림픽 경기 진출에 실패했다.

## 같이 보기
- 올림픽 영국 선수단